# Viktor Michajlovič Gluškov
Viktor Michajlovič Gluškov (rusky Виктор Михайлович Глушков, 24. srpna 1923 Rostov na Donu, SSSR – 30. ledna 1982 Moskva) byl sovětský matematik, informatik a kybernetik.

## Vědecká činnost

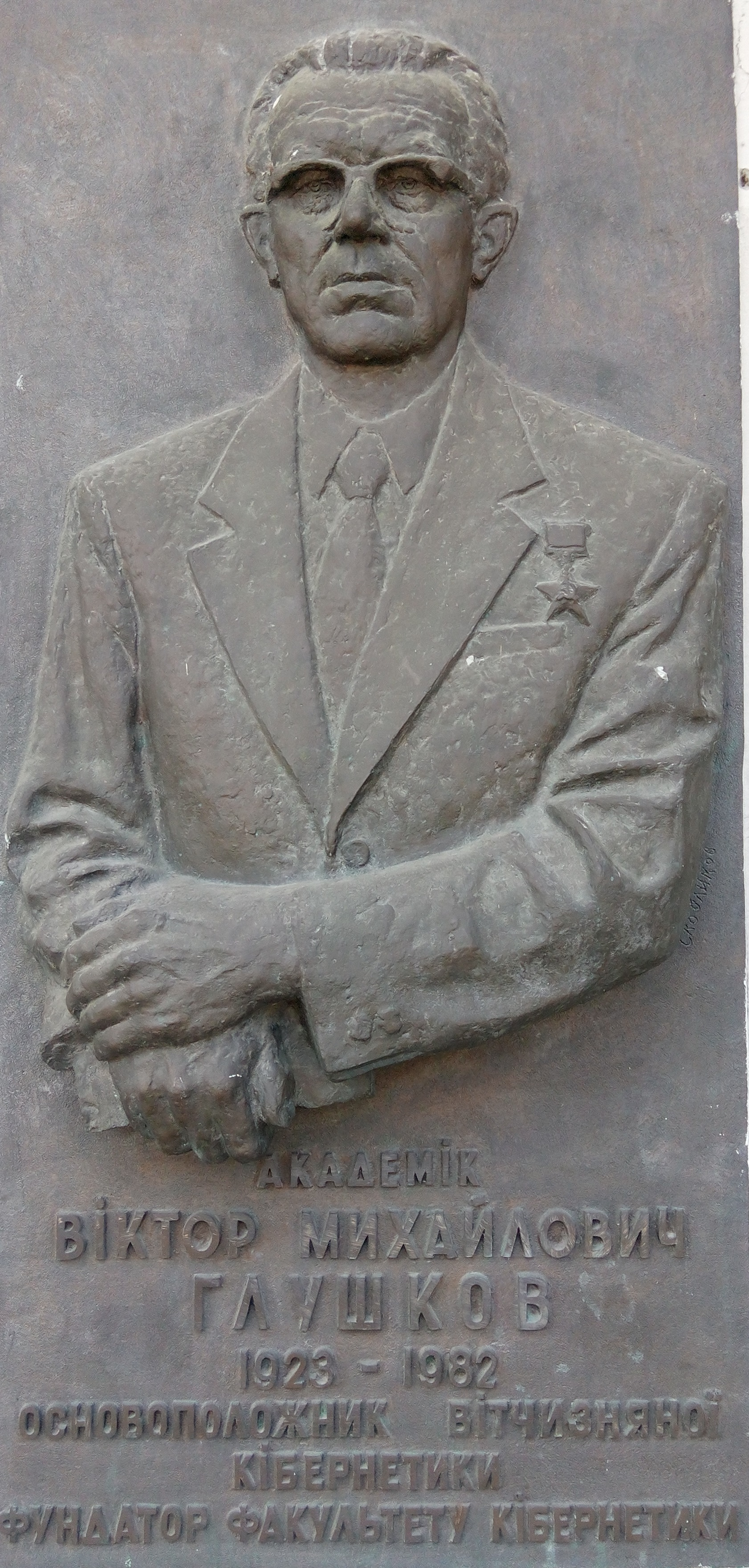
Pamětní deska Viktora Gluškova na budově Fakulty kybernetiky Kyjevské národní univerzity

Byl kromě jiného zakládajícím ředitelem Institutu kybernetiky Národní akademie věd Ukrajiny (1962), místopředsedou Akademie věd Ukrajinské SSR (1962) a členem Akademie věd SSSR (1964) a německé Leopoldiny (1970). Byl také poslancem Nejvyššího sovětu Ukrajinské SSR (1967–1971) a v letech 1971–1982 poslancem Nejvyššího sovětu SSSR.
Získal četná ocenění SSSR (Hrdina socialistické práce,1969; laureát Leninovy ceny a dvou státních cen SSSR; zaloužilý vědec Ukrajinské SSR, 1978).
Kromě toho byl autorem prací o algebře, kybernetice a výpočetní technice, celkem vydal více než 700 děl.
Byl zakladatelem sovětského programu výpočetní techniky. Pod jeho vedením byl v roce 1966 vyvinut první osobní počítač v SSSR MIR-1.
Když v roce 1973 vyšla Encyclopædia Britannica, byl Gluškov pověřen napsáním článku o kybernetice. Byl také iniciátorem vydání, šéfredaktorem a organizátorem kolektivu autorů sovětské Encyklopedie kybernetiky letech 1974–1975.
Byl poradcem generálního tajemníka OSN pro kybernetiku, členem Státního výboru pro vědu a techniku SSSR a Výboru pro udílení Leninovy a státní ceny v rámci Rady ministrů SSSR. Pod jeho vedením bylo obhájeno více než dvě stě kandidátských a padesát doktorských disertačních prací.
Gluškov byl iniciátorem a organizátorem vytvoření automatizovaného systému pro automatizované řízení celé ekonomiky SSSR.
Viktor Michajlovič Gluškov zemřel 30. ledna 1982 po delším léčení v moskevské Ústřední klinické nemocnici. Byl pohřben v Kyjevě na Bajkovově hřbitově.

## Seznam prací
- Глушков В. М. Топологические локально нильпотентные группы. — М., 1955. — 245 с.
- Глушков В. М. Строение локально бикомпактных групп и пятая проблема Гильберта (рус.) // Успехи математических наук : журнал. — М., 1957. — Т. XII, вып. 2 (74). — С. 3—41.
- Глушков В. М. Синтез цифровых автоматов. — М.: ГИФМЛ, 1962. — 476 с.
- Глушков В. М. Введение в кибернетику. — Киев: Изд-во АН УССР, 1964. — 15 000 экз.
- Глушков В. М. Введение в АСУ. — Киев: Техника, 1972. — 312 с.
- Глушков В. М., Гнеденко Б. В., Коронкевич А. И. Современная культура и математика. — М.: Знание, 1975. — (Новое в жизни, науке, технике. Серия «Математика, кибернетика»).
- Глушков В. М. Макроэкономические модели и принципы построения ОГАС. — М.: Статистика, 1975. — 160 с. — (Методы оптимальных решений). — 16 000 экз.
- Глушков В. М., Валах В. Я. Что такое ОГАС?. — М.: Наука, 1981. — (Библиотечка «Квант»). — 150 000 экз.
- Глушков В. М. Основы безбумажной информатики. — М.: Наука, 1982. — 552 с.
- Энциклопедия кибернетики / Глушков В. М. (отв. ред.). — Киев: Главная редакция Украинской Советской Энциклопедии, 1974. — Т. 1—2. — 608 + 624 с.